# CTP Cluj-Napoca

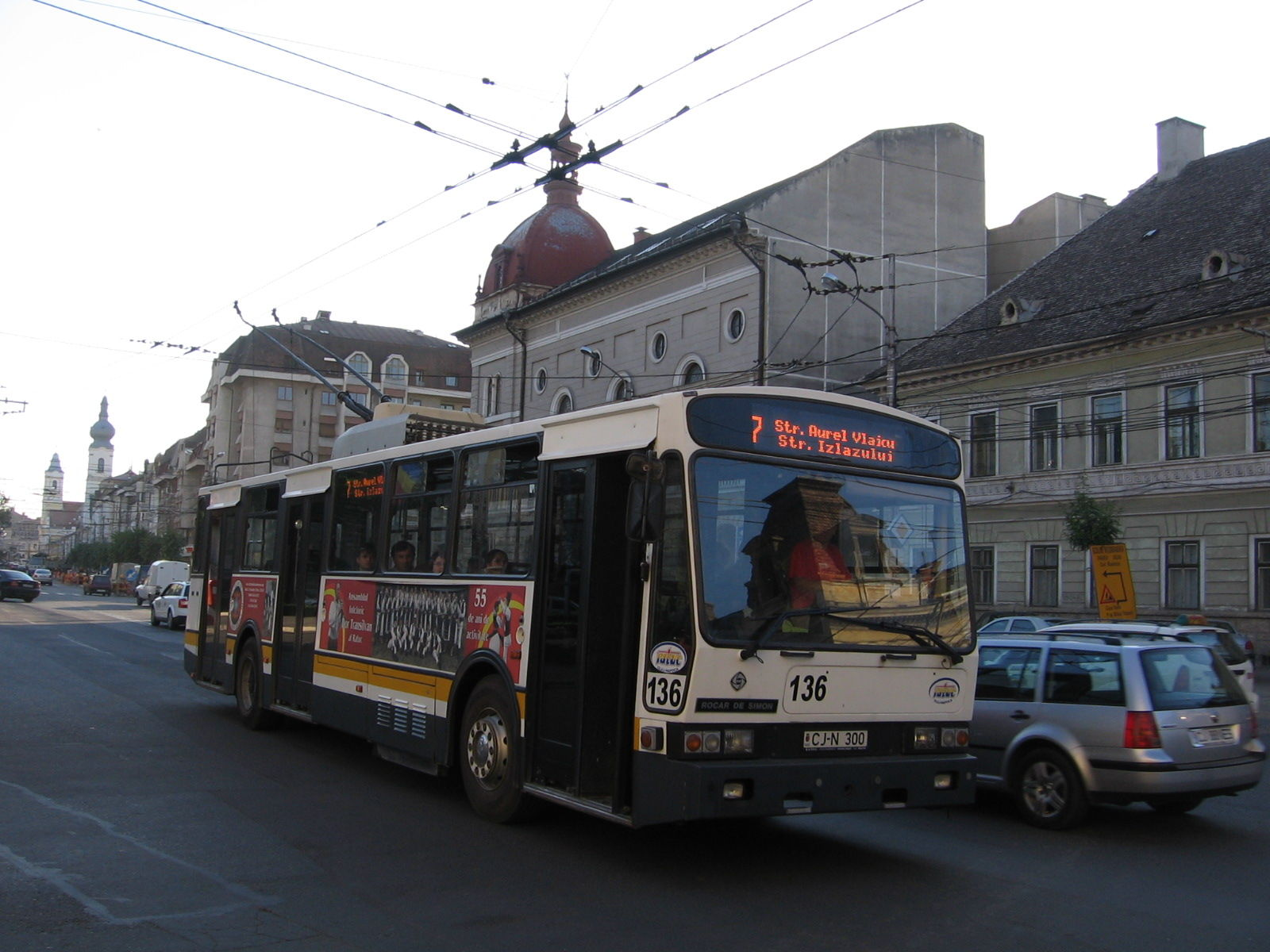
Cluj-Napoca: filobus Rocar De Simon E412 della RATUC n. 136 sulla linea 7

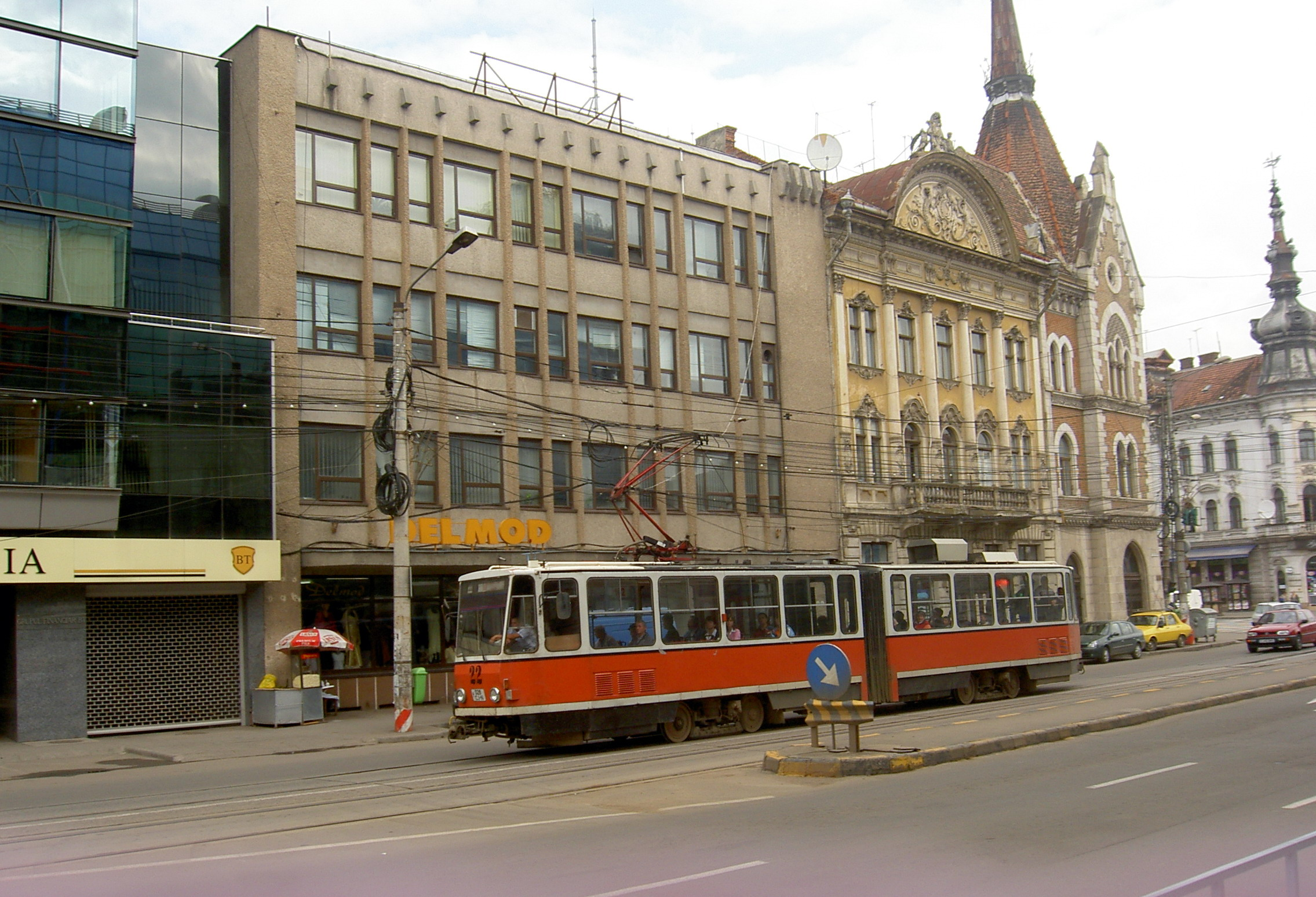
Cluj-Napoca: tram snodato Tatra KT4D della RATUC n. 22 sulla linea 101

La Compania de Transport Public (CTP) Cluj-Napoca (fino al 2013 RATUC, acronimo di Regia Autonoma de Transport Urban de Calatori), è l'operatore che svolge il servizio di trasporto pubblico nella città di Cluj-Napoca in Romania.

## Esercizio
Alla fine del 2009, la RATUC gestiva 43 linee, suddivise in 34 autolinee, 3 tranvie e 6 filovie; l'azienda aderisce all'Uniunea Romana de Transport Public, organismo nazionale che riunisce gli operatori rumeni di trasporto pubblico.

## Parco aziendale
La flotta è costituita da:
- circa 230 autobus, a marchio DAC, Ikarus, Irisbus, Rocar De Simon e Saviem
- oltre 40 tram, di modello Pesa Swing (120NaR) e Astra Imperio
- quasi 110 filobus, di costruzione DAC, Rocar, Rocar De Simon ed Irisbus.

## Sede legale
La sede si trova a Cluj-Napoca.